# Семеняка, Елена
Елена Семеняка (укр. Олена Семеняка; 1987 года рождения) — украинский крайне правый политический деятель, учёный и философ, ставший международным секретарём движения «Азов» и главой Национального корпуса. Она также известна как «первая леди» украинского национализма.

### Образование
В Национальном университете «Киево-Могилянская академия» Елена Семеняка училась в аспирантуре по специальности «религиоведение и философия». Области её научных интересов разнообразны и включают аналитическую философию, классическую немецкую философию и критику идеологии/тоталитарных исследований. В рамках своей академической деятельности она также занимается анализом наследия Эрнста Юнгера.

### Карьера
Идеолог движения «Азов» Елена Семеняка представила основную политическую платформу движения в начале 2015 года. В центре внимания была идея создания расово однородного панъевропейского государства, которое начнётся в Украине, распространится на Россию и в конечном итоге охватит всю Европу. Реконкиста, как её называли идеологи движения, была одной из его центральных идей.
«Группа поддержки Междуморья» — неправительственная организация, созданная в 2016 году при поддержке ветеранов Азова. Эту группу координирует помощница Святослава Юраша Елена Семеняка. Поддержка соответствующих геополитических усилий на правительственном уровне является его главной целью.
Елена Семеняка, руководитель международного отдела Национального корпуса, появилась вместе с британским неонацистом Марком Коллеттом на крайне правом форуме Scanza в Швеции в 2019 году после посещения фестиваля, организованного немецкими неонацистами в 2018 году Она является важным голосом в общеевропейском движении Реконкисты, группах «Воинственная зона» и «Национальный корпус», а также в печально известном батальоне «Азов» на Украине.
Помимо организации нескольких собраний и конференций, Елена активно установила отношения и коалиции с крайне правыми организациями по всей Европе. У неё есть связи с такими группами, как Национально-демократическая партия (НДП) в Германии и движение CasaPound в Италии. В январе 2019 года её аккаунт в социальной сети опубликовал сообщение о развитии партнёрства хорватских националистических партий и подготовке фанатов из Хорватии и Украины к следующей конференции «Междуморье».
В том же году Facebook удалил личные аккаунты Елены как минимум в двух случаях. Несмотря на это, по состоянию на 2019 год она по-прежнему вела страницу группы и ещё два аккаунта под именами Лена Семеняка и Елена Семеняка, которые были созданы с использованием различных вариантов написания её имени. Елена высказала свою точку зрения 11 апреля в посте на аккаунте Лены после удаления её первого аккаунта. Она заявила, что действия Facebook демонстрируют растущую тенденцию к антиинтеллектуализму.
Репортёры, по-видимому, связались с Еленой, которая подтвердила, что Йоахим Фурхольм — национал-социалист-революционер из Норвегии — присутствовал на акции протеста с призывом к скорейшей легализации иностранных добровольцев. Елена утверждает, что Фурхольм отклонил приглашение «Азова», поскольку не был уверен в своём правовом положении.
Елена, выпускница философского факультета, только что была назначена младшим приглашённым научным сотрудником. Она будет получать 1800 евро в месяц на учёбу. Тем не менее её заметное участие в качестве лидера ультранационалистической организации «Азов» вызвало критику. Её запланированная стипендия в Институте гуманитарных наук (IWM) в рамках программы Junior Fellowship «Украина в европейском диалоге», которая финансируется частным фондом, усилила эти опасения. Её принадлежность к крайне правым группам противоречит целям программы стипендий и идеалам Института, поэтому IWM категорически не одобряет её высказывания и действия и дистанцируется от них. Несмотря на это, Елена позже опровергла в электронном письме VICE World News, что она является крайне правой. Она заявила, что целью её работы в Европе было содействие солидарности перед лицом российской агрессии.
В 2021 году Елена рассказала Time, что конечной целью «Азова» было «сформировать коалицию крайне правых группировок по всему западному миру с конечной целью захвата власти по всей Европе».